# Basistemon peruvianus
Basistemon peruvianus är en grobladsväxtart som först beskrevs av Richard Spruce och George Bentham, och fick sitt nu gällande namn av George Bentham och Joseph Dalton Hooker. Basistemon peruvianus ingår i släktet Basistemon och familjen grobladsväxter. Inga underarter finns listade i Catalogue of Life.